# Amanda (émission de télévision)
Pour les articles homonymes, voir Amanda.
Amanda était une émission de télévision française diffusée sur France 2 du 5 septembre 2016 au 20 janvier 2017 et présentée par Amanda Scott.
Elle est diffusée du lundi au vendredi à 16 h 45 et est l'adaptation française de l'émission américaine The Ellen DeGeneres Show présentée par Ellen DeGeneres et diffusée depuis 2003.

## Principe
Amanda Scott accueille chaque jour sur son plateau deux invités qu'elle fait découvrir de manière inédite, à travers diverses rubriques et happenings.
Divers chroniqueurs (Yann Stotz, Cécile Giroud, Sandra Colombo, Les Bodin's, Benoît Chaigneau, Frédérick Gersal, Alex Ramirès, des chroniqueurs culinaires) interviennent durant l'émission et une chanson sortie récemment est également prévue dans chaque émission.

## Invités principaux
| Numéro | Date de diffusion          | Invités principaux                                 |
| ------ | -------------------------- | -------------------------------------------------- |
| 1      | Lundi 5 septembre 2016     | Anne Roumanoff et Amir Haddad                      |
| 2      | Mardi 6 septembre 2016     | Chantal Ladesou et Vincent Lacoste                 |
| 3      | Mercredi 7 septembre 2016  | Martin Lamotte et Bruno Guillon                    |
| 4      | Jeudi 8 septembre 2016     | Pascal Légitimus et Baptiste Giabiconi             |
| 5      | Vendredi 9 septembre 2016  | Barbara Schulz et Bernard Montiel                  |
| 6      | Lundi 12 septembre 2016    | François Berléand et Hélène Ségara                 |
| 7      | Mardi 13 septembre 2016    | Olivier de Benoist et Liane Foly                   |
| 8      | Mercredi 14 septembre 2016 | Geneviève de Fontenay et Fauve Hautot              |
| 9      | Jeudi 15 septembre 2016    | Jean-Pierre Castaldi, Marion Game et Florent Mothe |
| 10     | Vendredi 16 septembre 2016 | Élodie Gossuin et Véronique Genest                 |
| 11     | Lundi 19 septembre 2016    | Shirley & Dino et Marc Lavoine                     |
| 12     | Mardi 20 septembre 2016    | Daniel Russo et Robert Charlebois                  |
| 13     | Mercredi 21 septembre 2016 | Amelle Chahbi et Gérald de Palmas                  |
| 14     | Jeudi 22 septembre 2016    | Igor et Grichka Bogdanoff et Tal                   |
| 15     | Vendredi 23 septembre 2016 | Jean-Luc Lemoine et Vincent Niclo                  |
| 16     | Lundi 26 septembre 2016    | Roselyne Bachelot et Gil Alma                      |
| 17     | Mardi 27 septembre 2016    | Véronic Dicaire et Joyce Jonathan                  |
| 18     | Mercredi 28 septembre 2016 | Anggun et Christelle Chollet                       |
| 19     | Jeudi 29 septembre 2016    | Thierry Lhermitte et Bernard Campan                |
| 20     | Vendredi 30 septembre 2016 | Marc-Antoine Le Bret et Kamel Ouali                |
| 21     | Lundi 3 octobre 2016       | Willy Rovelli, Biyouna et Måns Zelmerlöw           |
| 22     | Mardi 4 octobre 2016       | Nelson Monfort et Cyril Féraud                     |
| 23     | Mercredi 5 octobre 2016    | Fabienne Carat, Olivier Dion et Damien Sargue      |
| 24     | Jeudi 6 octobre 2016       | Amanda Lear et Le Comte de Bouderbala              |
| 25     | Vendredi 7 octobre 2016    | Sylvie Tellier et Alexandre Jardin                 |
| 26     | Lundi 10 octobre 2016      | Patrick Fiori et Cristiana Reali                   |
| 27     | Mardi 11 octobre 2016      | Florence Pernel et Jean Benguigui                  |
| 28     | Mercredi 12 octobre 2016   | Philippe Candeloro et Marie-Claude Pietragalla     |
| 29     | Jeudi 13 octobre 2016      | Virginie Lemoine et Samuel Etienne                 |
| 30     | Vendredi 14 octobre 2016   | Hiba Tawaji et Anthony Kavanagh                    |
| 31     | Lundi 17 octobre 2016      | Arielle Dombasle et Vincent Moscato                |
| 32     | Mardi 18 octobre 2016      | Pierre Perret et Linda Hardy                       |
| 33     | Mercredi 19 octobre 2016   | Bernard Menez et Jérémy Ferrari                    |
| 34     | Jeudi 20 octobre 2016      | Eric Antoine, Iris Mittenaere et Valéry Zeitoun    |
| 35     | Vendredi 21 octobre 2016   | Clara Morgane, Gérard Louvin et les New Poppys     |
| 36     | Lundi 24 octobre 2016      | Michael Gregorio et Marina Kaye                    |
| 37     | Mardi 25 octobre 2016      | Salvatore Adamo et Camille Lou                     |
| 38     | Mercredi 26 octobre 2016   | Noëlle Perna et Navii                              |
| 39     | Jeudi 27 octobre 2016      | Patrick Bosso et Dave                              |
| 40     | Vendredi 28 octobre 2016   | Lio et Kamel le magicien                           |
| 41     | Lundi 31 octobre 2016      | Jonathan Lambert et Tal                            |
| 42     | Mercredi 2 novembre 2016   | Black M et Estelle Denis                           |
| 43     | Jeudi 3 novembre 2016      | Jean-Marie Bigard et Louise Ekland                 |
| 44     | Vendredi 4 novembre 2016   | Michel Leeb et Lynda Lemay                         |
| 45     | Lundi 7 novembre 2016      | Jérôme Commandeur et Philippe Manœuvre             |
| 46     | Mardi 8 novembre 2016      | Anthony Delon et Julie Zenatti                     |
| 47     | Mercredi 9 novembre 2016   | Jenifer et Christophe Beaugrand                    |
| 48     | Jeudi 10 novembre 2016     | Charlotte Valandrey et Fred Testot                 |
| 49     | Lundi 14 novembre 2016     | Anne Roumanoff et Issa Doumbia                     |
| 50     | Mardi 15 novembre 2016     | Franck Dubosc et Patricia Kaas                     |
| 51     | Mercredi 16 novembre 2016  | Natasha St-Pier et Loup-Denis Elion                |
| 52     | Jeudi 17 novembre 2016     | Nicoletta et Olivia Ruiz                           |
| 53     | Vendredi 18 novembre 2016  | Hélène Rollès et Les Chevaliers du Fiel            |
| 54     | Lundi 21 novembre 2016     | Christophe Dechavanne et Imany                     |
| 55     | Mardi 22 novembre 2016     | Frank Leboeuf et Claudio Capéo                     |
| 56     | Mercredi 23 novembre 2016  | Claudia Tagbo et Jarry                             |
| 57     | Jeudi 24 novembre 2016     | Laury Thilleman et Sheila                          |
| 58     | Vendredi 25 novembre 2016  | Julien Lepers et Baptiste Lecaplain                |
| 59     | Lundi 28 novembre 2016     | Ahmed Sylla et Gérard Lenorman                     |
| 60     | Mardi 29 novembre 2016     | Elisa Tovati et Gilbert Montagné                   |
| 61     | Mercredi 30 novembre 2016  | Roberto Alagna et Norman Thavaud                   |
| 62     | Jeudi 1er décembre 2016    | Chantal Goya et Anne Sila                          |
| 63     | Vendredi 2 décembre 2016   | Ingrid Chauvin et Régis Mailhot                    |
| 64     | Lundi 5 décembre 2016      | Sébastien Cauet et Thierry Beccaro                 |
| 65     | Mardi 6 décembre 2016      | Natalie Dessay et Patrick Poivre d'Arvor           |
| 66     | Mercredi 7 décembre 2016   | Bérengère Krief et Serge Lama                      |
| 67     | Jeudi 8 décembre 2016      | Pascal Obispo et Raphaël Mezrahi                   |
| 68     | Vendredi 9 décembre 2016   | Christian Karembeu et Vianney                      |
| 69     | Lundi 12 décembre 2016     | Frédéric François et Arnaud Tsamère                |
| 70     | Mardi 13 décembre 2016     | Arnaud Ducret et Pierre Bellemare                  |
| 71     | Mercredi 14 décembre 2016  | Erika Moulet et Laurent Luyat                      |
| 72     | Jeudi 15 décembre 2016     | Mylène Demongeot et Tonya Kinzinger                |
| 73     | Vendredi 16 décembre 2016  | Best-of                                            |
| 74     | Lundi 2 janvier 2017       | Lorant Deutsch et Frédéric Bouraly                 |
| 75     | Mardi 3 janvier 2017       | Judith Magre et Gérald Dahan                       |
| 76     | Mercredi 4 janvier 2017    | Tex et Claude François junior                      |
| 77     | Jeudi 5 janvier 2017       | Caroline Receveur et Enrico Macias                 |
| 78     | Vendredi 6 janvier 2017    | Best-of                                            |
| 79     | Lundi 9 janvier 2017       | Frank Michael et Steevy Boulay                     |
| 80     | Mardi 10 janvier 2017      | Didier Barbelivien et Arnaud Gidoin                |
| 81     | Mercredi 11 janvier 2017   | Jean-Jacques Debout et Cali                        |
| 82     | Jeudi 12 janvier 2017      | Tony Carreira et Ishtar                            |
| 83     | Vendredi 13 janvier 2017   | Best-of                                            |
| 84     | Lundi 16 janvier 2017      | Florent Peyre et Alain Chamfort                    |
| 85     | Mardi 17 janvier 2017      | Nicole Croisille et Rachid Badouri                 |

## Audimat
La première émission a réuni 410 000 téléspectateurs, pour une part d'audience de 5,7 %. En moyenne sur sa première semaine, 300 000 téléspectateurs ont suivi l'émission, soit 4,3 % du public.
De même que pour AcTualiTy, en raison des mauvaises audiences, l'émission a disparu des grilles puisque l'audiences ne s'est pas améliorée avant février 2017.
Selon un article de Puremédias de décembre 2016, Amanda n'était programmé que jusqu'au vendredi 20 janvier 2017, puis fut remplacée par Un chef à l'oreille, une émission culinaire présentée par Élodie Gossuin,.